# Christkindlesmarkt

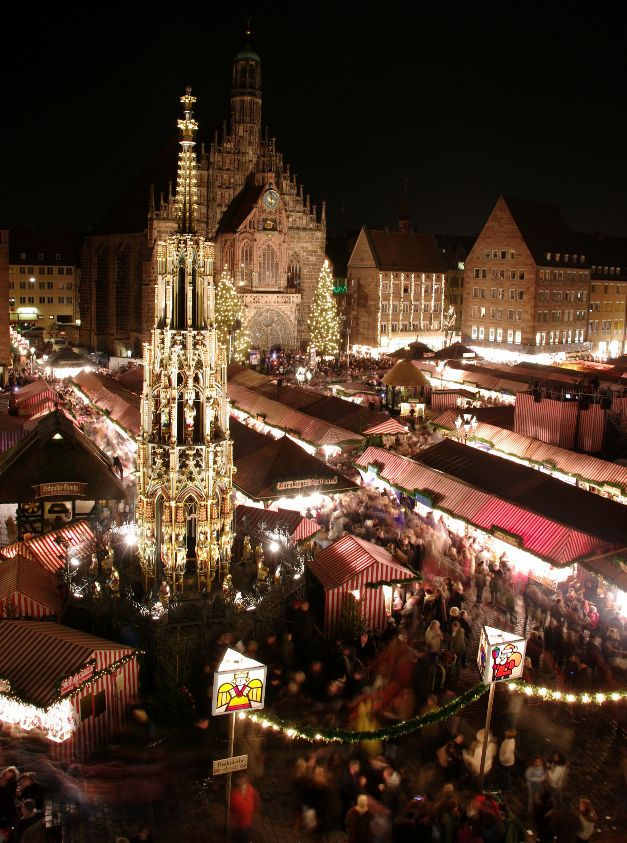
Christkindlesmarkt a Norimberga

Il Christkindlesmarkt (italiano: mercatino del Bambin Gesù) è un Mercatino di Natale ospitato nella piazza Hauptmarkt a Norimberga. Con circa due milioni di visitatori all'anno è uno dei mercatini di Natale più grandi della Germania e uno dei più conosciuti in tutto il mondo. Comincia ogni anno il venerdì prima dell'inizio dell'avvento e finisce il 24 dicembre. Se il 24 dicembre cade di domenica il mercatino finisce il 25 dicembre. 

## Storia
Nonostante le molte ricerche da parte degli storici, non si conoscono le radici del Christkindlesmarkt a Norimberga. La prima attestazione risale al 1628, è una scatola di legno che si trova oggi nel Germanisches Nationalmuseum sempre a Norimberga. Nel legno è inciso sia l'anno, sia Kindles-Marck. Nelle trascrizioni del consiglio comunale si trovano parole natalizie dall'anno 1610, ma non è certo se i documenti siano davvero legati a un mercatino di Natale. Gli storici credono che il mercatino si sia sviluppato dal mercato normale, fra il 1610 e il 1639.
In origine il mercatino apriva il 4 dicembre, ma per i tanti visitatori fu deciso di prolungare la durata del mercatino, perciò dal 1973 inizia il venerdì prima dell'inizio dell'avvento. Durante la seconda guerra mondiale il mercatino di Natale non si tenne.
Oggi, con circa 2 milioni di visitatori e 180 bancarelle, il mercatino è fra i più popolari e più grandi mercati di Natale in Germania.

## Luoghi
Già agli inizi della sua storia, il Christkindlesmarkt era ospitato nella Hauptmarkt. Dal 1898 al 1917 si trasferì sull'isola Schütt, e dopo al Fleischbrücke. Nel 1933 tornò al suo luogo di origine per rimanervi.

## Gesù Bambino

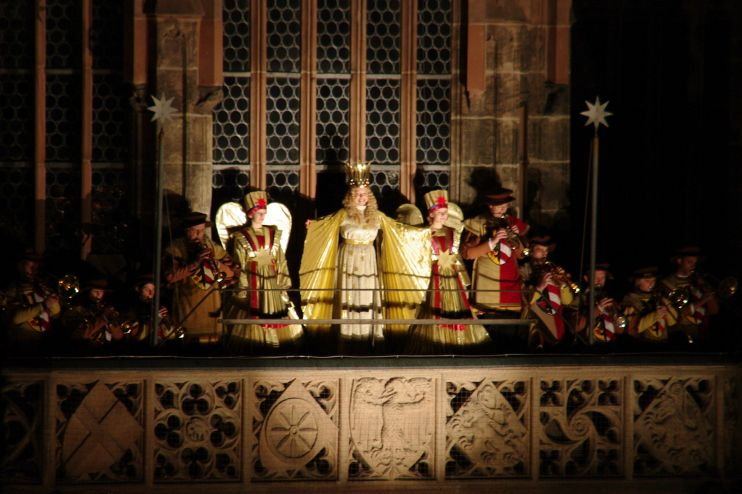
Prologo alla cerimonia inaugurale del mercato 2009

Dal 1933 c'è ogni anno un Gesù bambino. Agli esordi fu rappresentato da un'attrice, dal 1969 i cittadini scelgono ogni due anni una ragazza nuova. Le candidate devono abitare a Norimberga, avere fra i 16 e 19 anni, essere alte almeno 1,60 metri e non devono soffrire di nausea. Peraltro il Gesù Bambino deve imparare a memoria il prologo, un poema lungo 30 righe. La poesia fu scritta da Friedrich Bröger negli anni trenta, quando si decise la prima volta di scegliere un Bambino Gesù come rappresentante del mercatino.

### La selezione del Gesù Bambino
Ogni due anni c'è un casting. Una giuria sceglie 18 candidate. Nel secondo turno, i cittadini di Norimberga possono votare per circa 1,5 mesi, sia online, sia attraverso una cartolina. La giuria sceglie il Gesù Bambino fra le sei ragazze con i più voti.

## Mercatino delle città gemellate
Nella Rathausplatz (piazza del municipio) c'è dal 1998 anche un mercato delle città gemellate a Norimberga. Si trovano banchi che vendono le specialità di queste regioni. Ci sono altrettante città e regioni alle quali Norimberga è legata, anche se non gemellata: Antivari in Montenegro, Verona, Kalkudah in Sri Lanka, Brașov in Romania, Chiusa e Montagna nell'Alto Adige.